# Tod Williams Billie Tsien Architects
Tod Williams Billie Tsien Architects est un cabinet d'architecture américain basé à New York.
Il a été fondé en 1986 par Tod Williams (1943-) et Billie Tsien (1949-). Le cabinet se concentre sur des commandes pour des institutions telles que des musées, des écoles et des organisations à but non lucratif. Parmi leurs réalisations se trouvent le Barack Obama Presidential Center, le Asia Society Hong Kong Centre (en), les nouveaux bâtiments de la Fondation Barnes à Philadelphie ou encore des développements du Phoenix Art Museum.
Le cabinet est notamment lauréat du Praemium Imperiale d'architecture 2019.